# Herb gminy Tarnów
Herb gminy Tarnów – jeden z symboli gminy Tarnów, ustanowiony 24 kwietnia 2002.

## Wygląd i symbolika
Herb przedstawia na tarczy w polu błękitnym jeździec w srebrnej zbroi i hełmie, z uniesioną srebrną szablą ze złotym kabłąkiem w prawej ręce, lewą trzymający wodze, dosiadający srebrnego, wspiętego konia ze złotym rzędem, na złotym półksiężycu. Jest to nawiązanie do rodowego herbu książąt Sanguszków znanego jako Pogoń Litewska, a także herbu Tarnowa.